# النوى السرطانية الصغيرة

النوى السرطانية الصغيرة (بالإنجليزية: Cancerous micronuclei): وهي نوع من النوى الصغيرة المرتبطة بالخلايا السرطانية.

## التاريخ
لاحظ ثيودور بوفيري في الأصل حقيقة أن التشكل النووي غير الطبيعي يحدث عادة في السرطان، كما أن هذه النوى الصغيرة تعود أيضا إلى أجسام Howell-Jolly، التي تم اكتشافها من قبل أخصائيو الدم ويليام هنري هاول وجوستين ماري جولي في كريات الدم الحمراء. تم رصد عملية تحفيز النوى الصغيرة بالمادة الكيمائية لأول مرة في الخلايا الورمية (السرطانية) وتم معالجتها باستخدام مادة الكولشيسين. وتم تحليل أثر الضغوطات البيئية على التعبير عن النوى الصغيرة لأول مرة في خلايا طرف الجذر تحت الإشعاع المؤين، ويمكن الاستدلال على أن التشوهات النووية هي نتيجة الآليات الجزيئية المختلفة، كما ان هذه الاحداث يمكن أن تؤدي في نهاية المطاف إلى موت الخلايا .

## الوصف

### الخصائص
تتميز النوى الصغيرة في الخلايا التي يوجد بها نوع من تلف الحمض النووي (DNA)، وهذا يشمل الضرر الناجم عن الإشعاع ، والمواد الكيميائية الضارة ، والطفرات العشوائية التي تحدث في جميع أنحاء الجينوم. النوى الصغيرة هي أجسام صغيرة، يمكن رؤيتها تنبثق من خلية ابنة مقسمة حديثًا. ويمكن أن تحتوي النوى الصغيرة على كروموسوم كامل، أو جزء من كروماتيد. عادة ما تكون زيادة تكوين النوى الصغيرة مؤشرًا على زيادة تلف الحمض النووي (DNA) أو الطفرة الذي يوجد بشكل مميز في الخلايا السرطانية، أو الخلايا التي تعرضت لعوامل خطر متزايدة.

### التركيب (التكوين)
النوى الصغيرة (Micronuclei) هي أجسام صغيرة خارج النواة تتشكل أثناء الانقسام الفتيلي من الكروموسومات المتأخرة. 
في طور الصعود ، لا يتم توصيل الأنابيب الدقيقة بشكل صحيح بالكروموسومات، مما قد يؤدي إلى الشد في اتجاه مختلف، بالتالي سينتج عن ذلك قَطع أجزاء من الكروماتيدات أو الكروموسومات وتغليفها كنواة إضافية في إحدى الخلايا الوليدة. هذه هي الطريقة الرئيسية التي تتشكل بها النوى الصغيرة، يمكن أيضًا تكوين النوى الصغيرة بشكل تلقائي كمنتج ثانوي للدفاع الخلوي. 
إذا شعرت الخلية بالكروموسومات الإضافية، فيمكن للخلية محاولة إزالة هذا الكروموسوم الإضافي في غشاء خلية آخر، منفصلة عن الكروموسوم الطبيعي الآخر. 
كما يوجد آلية أخرى لتكوين النوى الصغيرة، وهي عن طريق كسر الشريط المزدوج (double-strand) في الحمض النووي (DNA) ، وخلق جزء خطي منفصل. علاوة على ذلك، فإن كسر جسر طور الصعود يمكن أن يؤدي أيضًا إلى تكوين نوى صغيرة.

## دوره في السرطان
غالبًا ما يتم تجاهل النوى الصغيرة في تشخيص السرطان وعلاجه. ولكن إذا لوحظت، يمكن رؤيتها تحت المجهر وغالبًا ما تقع بجوار نوى أكبر أخرى.
استنادًا إلى بنية النوى الصغيرة، أو وظيفة الخلية، يبدو أنها تقدم الدعم في الجهاز المركزي داخل الخلية. تخضع النوى الصغيرة للتحقيق والبحث فيما يتعلق بما إذا كان يمكن استخدامها للتنبؤ بمخاطر السرطان في المستقبل أم لا، ويبدو أنه من السهل تحليلها مقارنة بزيغ الكروموسومات.

## روابط خارجية
التصنيفات
علم الأورام